# Хорошевка (Буда-Кошелёвский район)
Хорошевка (бел. Харошаўка) — деревня в Широковском сельсовете Буда-Кошелёвского района Гомельской области Беларуси.

## География

### Расположение
В 12 км на северо-восток от районного центра и железнодорожной станции Буда-Кошелёвская (на линии Жлобин — Гомель), 36 км от Гомеля.

### Гидрография
Река Прудовка (приток река Липа). На западе мелиоративные каналы.

## Транспортная сеть
Транспортные связи по просёлочной дороге, затем по шоссе Довск — Гомель. Застройка деревянная усадебного типа.

## История
По письменным источникам известна с начала XIX века как деревня в Дудичской волости Рогачёвского уезда Могилёвской губернии. С 1832 года действовал трактир, с 1880 года — хлебозапасный магазин. По переписи 1897 года находились 3 ветряные мельницы. В 1909 году 230 десятин земли. В одноимённом фольварке, что был рядом 3221 десятин земли.
С 1926 года работали почтовый пункт и начальная школа. С 8 декабря 1926 года по 30 декабря 1927 года центр Хорошевского сельсовета Чечерского района Гомельского округа. В 1930 году жители деревни вступили в колхоз. В конце 1930-х годов деревни Старая Хорошевка и Новая Хорошевка. На фронтах Великой Отечественной войны погибли 27 жителей деревни. В 1976 году деревня Новая Хорошевка перестала существовать, а деревня Старая Хорошевка стала называться Хорошевка. В составе колхоза «Искра» (центр — деревня Заболотье).
До 24 октября 2002 года составе Заболотского сельсовета.

## Население

### Численность
- 2004 год — 1 хозяйство, 1 житель.
- 2017 год - домов 15 жилых

### Динамика
- 1897 год — 30 дворов, 284 жителя (согласно переписи).
- 1909 год — 42 двора, 281 житель; фольварк — 1 двор, 10 жителей.
- 1959 год — 221 житель (согласно переписи).
- 2004 год — 1 хозяйство, 1 житель.